# Janez Šubic starejši
Janez Šubic starejši (imenovan tudi »loški«), slovenski slikar podobar, * 29. maj 1830, Hotovlja, † 29. december 1898, Škofja Loka.
Rodil se je kmetici Mariji Demšar in kmetu, mlinarju in podobarju Pavlu Šubicu.
V Škofji Loki je imel podobarsko delavnico in je izdeloval opremo za cerkve, slikal križeva pota, oltarne in stenske slike.